# Abd Allah bin Sa'ud Al Sa'ud
Abd Allāh bin Saʿūd Āl Saʿūd (in arabo عبد الله بن سعود بن عبد العزيز بن عبد الرحمن آل سعـود‎?; 1924 – 10 novembre 1997) è stato un principe, politico e diplomatico saudita, membro della famiglia reale Āl Saʿūd.

## Biografia
Il principe Abd Allah è nato nel 1924 ed era il quarto figlio di re Sa'ud. Sua madre era Fauza bint Nawwaf bin Fawwaz Al Sha'lan. Ha frequentato inizialmente la scuola dei principi con gli zii e i fratelli imparando a leggere e scrivere e memorizzando il Corano e le citazioni del profeta Maometto. In seguito è entrato nell'Istituto di Alonjal e nel 1939 si è diplomato. Nel 1943, ha conseguito una laurea presso l'Università della California. Dopo alcuni incarichi minori, dal 1960 al 18 dicembre 1961, è stato governatore della Provincia della Mecca. Re Khalid lo ha nominato ambasciatore in Spagna, carica che ha mantenuto fino al 1º marzo 1997. Era di carattere umile e generoso con i poveri.
Abd Allah bin Sa'ud è morto il 10 novembre 1997 ed è stato sepolto nel cimitero al-'Ud di Riad.

## Vita personale
Il principe era sposato e aveva diciassette figli, dieci maschi e sette femmine.